# Anomala violacea
Anomala violacea är en skalbaggsart som beskrevs av Hermann Burmeister 1844. Anomala violacea ingår i släktet Anomala och familjen Rutelidae. Inga underarter finns listade i Catalogue of Life.